# Casa adossada a Can Calet del Pont
La Casa adossada a Can Calet del Pont és una obra de Vilassar de Dalt (Maresme) inclosa a l'Inventari del Patrimoni Arquitectònic de Catalunya.

## Descripció
Edifici civil, adossat per la banda dreta a Can Calet del Pont amb qui comparteix el pati anterior, es tracta d'una casa de petites dimensions, conformada per una planta baixa, pis i teulada amb dues vessants i carener paral·lel a la façana.
Al conjunt, totalment malmès i degradat, destaca el portal rodó adovellat i la finestra situada al seu damunt, que presenta una llinda, brancals i ampit realitzats amb pedra.
Anys després de la seva construcció, s'obriren altres finestres i un altre portal, adovellat amb maons i amb arc de mig punt.